# Ghost riders in the sky
Ghost riders in the sky, alternatieve titels (Ghost) Riders in the sky (A cowboy legend), is van oorsprong een countrylied dat de Amerikaan Stan Jones schreef en in 1948 uitbracht. De melodie baseerde hij op When Johnny comes marching home dat populair werd tijdens de Amerikaanse Burgeroorlog (1861-1865). De tekst baseerde hij op een legende.
Van het lied werden tientallen covers op een single of een album geplaatst. Verschillende singles ervan bereikten de hitparades, met als best verkochte versie de single van Vaughn Monroe in 1949.

## Legende
Het lied gaat over een volkslegende waarin een cowboy een visioen heeft van een kudde runderen die met rode ogen door de lucht dendert, terwijl ze opgejaagd wordt door op paarden rijdende geesten van verdoemde cowboys. Een van hen waarschuwt hem dat als hij zijn ingeslagen weg niet wijzigt, hem hetzelfde noodlot wacht "om te proberen de duivelse kudde in de eindeloze ruimte te vangen." De legende, die Jones voor het eerst hoorde toen hij twaalf jaar oud was, kent overeenkomsten met de Noord-Europese mythes over de Wilde Jacht.

## Inspiratie
De titel vormde voor Magazine Enterprises in 1949 de inspiratie voor de naam van hun horror- en countrystrip Ghost rider. Toen het auteursrecht ervan verliep, besloot Marvel Comics in 1967 om een niet-horrorversie van een strip onder dezelfde naam uit te brengen. Marvel wijzigde die naam later in Phantom rider toen zij de naam Ghost rider voortaan voor een nieuwe strip over een demonische motorrijder gebruikten. Marvel gaf in 2000 ook de aanleiding tot de opname van de film Ghost rider (2007), waarin de band Spiderbait het lied van Jones als soundtrack opvoert.
In 1958 vormde het lied voor Electric Johnny de inspiratie voor de naamgeving van zijn skiffleband The Skyriders. In deze band speelden in het verleden alle vijf leden van de Nederlandse band The Cats.

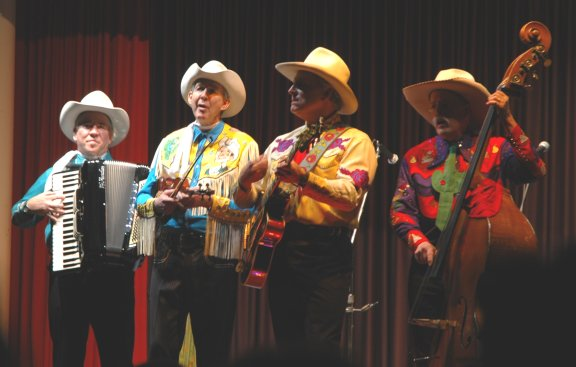
De Amerikaanse countryband Riders in the Sky in 2006 die hun naam baseerde op dit lied

In 1977 vormde de naam opnieuw inspiratie voor de naamgeving van een band, namelijk voor de Amerikaanse countryband Riders in the Sky.
Verder lieten The Doors zich door het lied inspireren, toen zij het nummer Riders on the storm (1971) schreven.

## Opnames
Het lied werd in 1948 voor het eerst uitgebracht door de schrijver Stan Jones zelf. Daarna werd het nog tientallen malen opnieuw uitgebracht, variërend van bigbandmuziek en heavy metal tot surfrock.
Hier volgt een selectie van artiesten die het lied op een plaat hebben uitgebracht: Vaughn Monroe (de meest verkochte single), The Chaps (Rawhide, parodie in 1982), Die Apokalyptischen Reiter, Big Brother and the Holding Company, Bing Crosby, Scatman Crothers, The Blues Brothers, Boston Pops Orchestra, Buckethead, Johnny Cash, Dixie Chicks, Children of Bodom, Disneyland After Dark, Dick Dale, Duane Eddy, Deborah Harry, Impaled Nazarene, The Jumping Jewels, Tom Jones, .Frankie Laine, Christopher Lee, Peggy Lee, Dean Martin, Matchbox, Me First and the Gimme Gimmes, Willie Nelson, Outlaws, Elvis Presley, R.E.M., Riders in the Sky, Marty Robbins, The Shadows, The Spotnicks, The Tubes, The Ventures, Spiderbait en Lawrence Welk.
Verder werden er vertaalde versies uitgebracht in het Duits (Die Ärzte), Frans (Les Compagnons de la chanson), Portugees (Milton Nascimento), Spaans, Fins, Litouws en Nederlands (Guido Belcanto).